# Главен редактор
Главен редактор е основният редактор в едно издание, носещ крайната отговорност за дейностите и политиките в него. 
Терминът се прилага в редакции на книгоиздателства, вестници, списания, годишници и програми, телевизионни новини, в някои случаи – в Интернет сайтове; също и за академични списания, – където главният редактор решава дали постъпил ръкопис (материал) ще бъде публикуван. Решението се взема от главния редактор, след получаване на информация от рецензенти, обикновено избрани от него, на база техен опит.